# Hydatius
Hydatius také Idacius (400? — 469?) byl galicijský biskup a kronikář. Jeho kronika je nejznámějším zdrojem informací o historii Hispánie v 5. století.
Narodil se kolem roku 400 v okolí římského města Civitas Lemica, poblíž dnešního Xinzo de Limia v galicijské provincii Ourense. V mládí cestoval jako poutník se svou matkou do Svaté země, kde se v Betlémě setkal se svatým Jeronýmem. Okolo roku 417 vstoupil do duchovenstva a v roce 427 byl pravděpodobně v Aquae Flaviae, v dnešním Chaves v Portugalsku vysvěcen biskupem. Jako biskup se musel vypořádat s přítomností germánských národů, zejména Svéby, kteří se v Galicii usadili v roce 411 a mezi nimiž a hispánsko-římskými provinciemi vznikaly neustále konflikty. V této souvislosti se Hydatius zúčastnil v roce 431 jednání v Astorgum, na němž požádal o pomoc proti Svébům generála Flavia Aetia, nejdůležitějšího zástupce římské říše v Hispánii. Kolem roku 460 byl unesen a uvězněn svými politickými protivníky, což naznačuje, že hrál důležitou roli na politické scéně římské Galicie.
Kromě problémů se Svéby se věnoval boji proti herezy, a to nejen ve své diecézi, ale i ve zbytku Hispánie. Byl v častém kontaktu s dalšími důležitými biskupy, včetně Thoribia z Astorgy a Antonína z Méridy. Společně s Thoribiem požádal papeže Lva I. o pomoc a radu při řešení hereze. Přestože Hydatius důsledně charakterizoval hispánské kacíře jako manicheisty, obecně se věří, že měl na mysli priscillianisty, stoupence asketického biskupa Priscilliana, který byl odsouzen jako kacíř a popraven kolem roku 385 za vlády uzurpátora Magna Maxima.
Hydatius pravděpodobně zemřel v roce 468 nebo krátce poté, protože v tomto roce je náhle ukončené písmo v jeho kronice.